# Gentleman (travhäst)
Gentleman, född den 27 februari 2000, är en svensk varmblodig travhäst (hingst). Gentleman tävlde mellan åren 2002-2010 och tränades fram till år 2006 av Stefan Hultman, därefter tog Kari Lähdekorpi över träningen. Totalt sprang Gentleman in 4 809 621 kr på 51 starter.

## Karriär
Gentleman gjorde sin första start den 6 oktober 2002 på Solvalla med Örjan Kihlström i sulkyn. Han galopperade i loppet och slutade oplacerad. I sin andra och första felfria start, den 19 februari 2003 på Solvalla, vann han. Den 22 oktober 2003 på Solvalla vann han Kriterierevanschen tillsammans med kusken Jörgen Sjunnesson. Den 8 juli 2014 vann han Grupp 1-loppet Sprintermästaren på Halmstadtravet, körd av Örjan Kihlström.
Den 21 april 2007 vann Gentleman, från spår 10 tillsammans med kusken Thomas Uhrberg, finalen av Olympiatravet på Åby före bland andra Torvald Palema och Giant Diablo. Drygt två månader senare vann ekipaget även Jämtlands Stora Pris. Den 11 augusti 2007 startade han i Jubileumspokalen på Solvalla, men galopperade bort sina möjligheter. Gentleman gjorde sin sista start som tioåring den 26 juni 2010 i Midsommarloppet på Rättviks travbana. Han kom där på tredjeplats bakom vinnande Reven d'Amour.